# Islam in Bulgarien

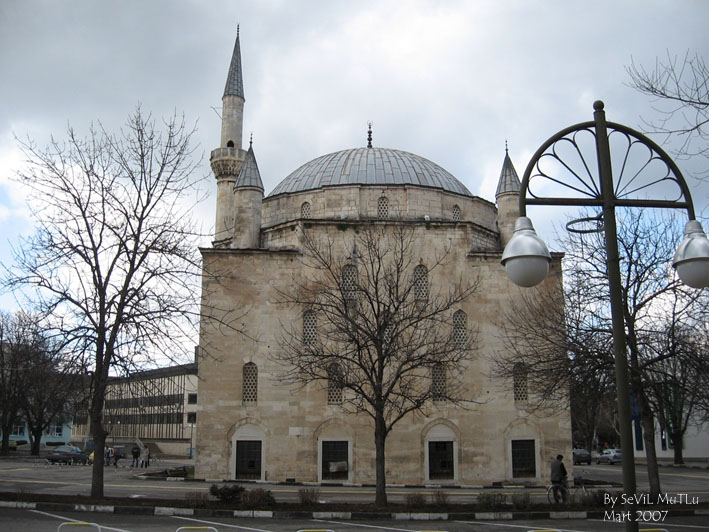
Die Makbul-Ibrahim-Pascha-Moschee in Rasgrad wurde 1616 im Auftrag von Ibrahim Pascha errichtet und ist die drittgrößte Moschee auf dem Balkan.

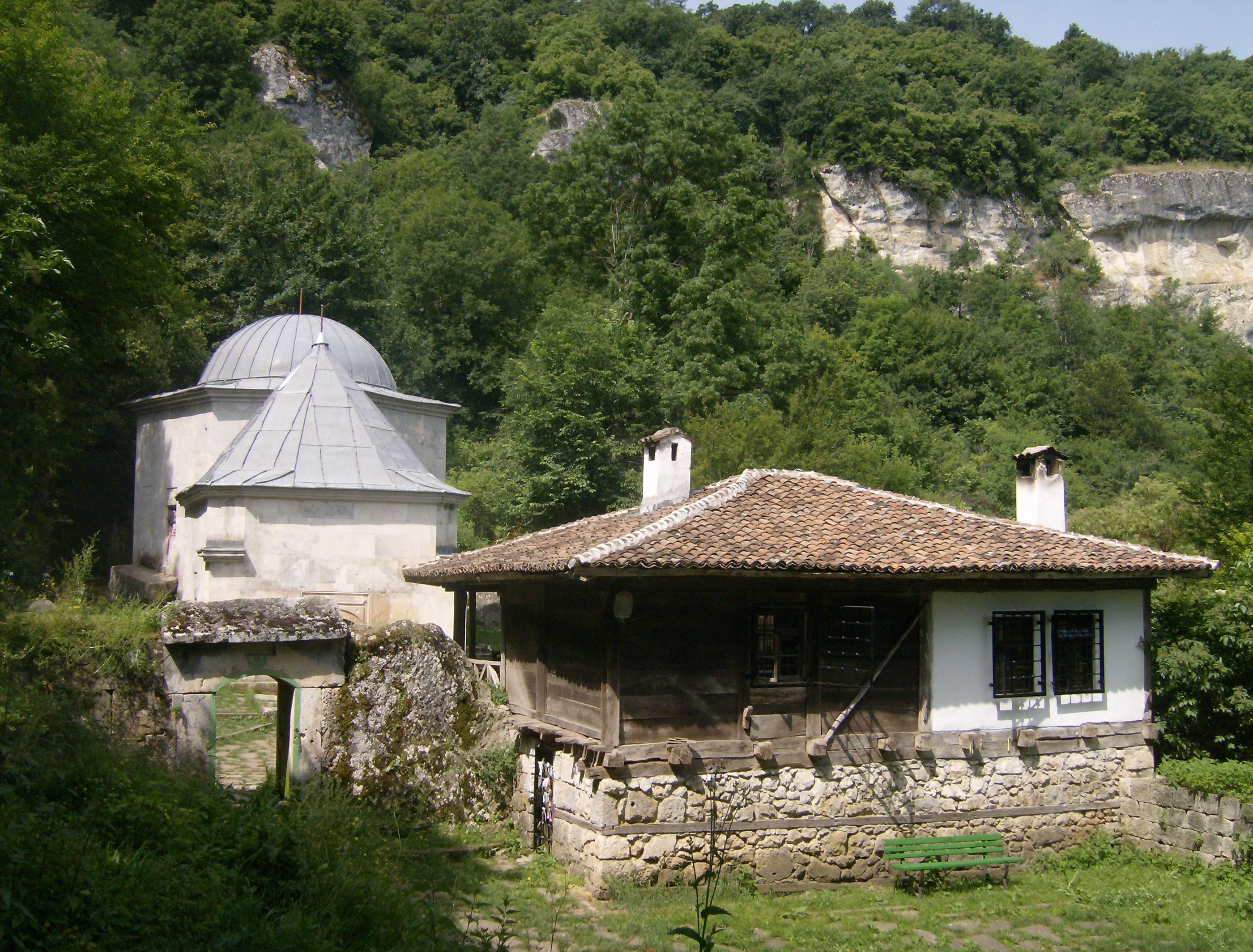
Die im 16. Jahrhundert erbaute Demir-Baba-Tekke gilt als wichtigste Tekke der bulgarischen Aleviten – den Alianen

Der Islam in Bulgarien ist nach dem Christentum die meistverbreitete Religion im Land. Seit 2007 ist Bulgarien innerhalb der erweiterten EU das Land mit dem prozentual größten muslimischen Bevölkerungsanteil. Im gesamteuropäischen Vergleich liegt der Islam in Bulgarien jedoch mit 10 bis 13 % nur an sechster Stelle und etwa gleichauf mit Russland (etwa 14 %), aber noch deutlich hinter Nordmazedonien (33 %), Bosnien und Herzegowina (51 %), Albanien (fast 70 %), Kosovo (rund 96 %) sowie dem europäischen Teil der Türkei (98 %). Die meisten Muslime Bulgariens sind ethnische Türken, Pomaken und Roma. Die türkische Minderheit in Bulgarien bezeichnet sich als Bulgarien-Türken (türk. Bulgaristan Türkleri, bulg. български турци/bălgarski turtsi).
Die meisten Muslime Bulgariens sind Sunniten, ferner gibt es auch die sufistischen Alianen und Aleviten, sowie Bektaschi. Religiös wird die sunnitische Glaubensgemeinschaft in Bulgarien heute von einem Obermufti (türk. başmüftü, bulg. главен мюфтия/glawen mjuftija) geführt. Er wird aus den Reihen des Obersten Muslimrates gewählt, in der alle zehn regionalen Muftis vertreten sind.
Die Muslime in Bulgarien gelten in der Mehrheit als nicht sehr religiös.

## Demographische Dimensionen
Türkische Muslime stellen die Bevölkerungsmehrheit in den bulgarischen Oblasten (Bezirken) Kardschali (66,2 bis 69,6 %) und Rasgrad (50,0 bis 53,7 %), Pomaken (bulgarischsprachige Muslime) bilden eine relative Mehrheit im Oblast Smoljan (42 %). Über Landesdurchschnitt liegende türkisch-muslimische Bevölkerungsanteile haben auch die Oblaste Targowischte (35,8 bis 42,7 %), Schumen (30,3 bis 35,5 %) und Silistra (36,1 bis 38,2 %), aber auch Dobritsch, Russe, Burgas und Chaskowo. In diesen genannten zehn der insgesamt 28 Oblaste leben über zwei Drittel aller Muslime Bulgariens.

### Volkszählung von 2001
Bei der Volkszählung von 2001 bekannten sich weniger als 1 Million (12 %) von insgesamt etwa 7,9 Millionen Einwohnern Bulgariens als gläubige Muslime, darunter waren 747.000 Türken, 131.000 Pomaken, 103.000 Roma und 20.000 sonstige Muslime (z. B. einheimische Tataren und Tscherkessen sowie arabische, schwarzafrikanische, iranische und kurdische Einwanderer). Im Gegensatz zu den Türken sind die Pomaken nicht als nationale Minderheit, sondern nur als religiöse Minderheit muslimischer Bulgaren anerkannt.

### Volkszählung von 2011
Da die erste nach der Aufnahme in die Europäische Union durchgeführte Volkszählung EU-Vorgaben unterlag, gab es 2011 erstmals die Möglichkeit, Fragen nach ethnischer und religiöser Zugehörigkeit sowie nach der Muttersprache nicht zu beantworten. Eindeutig ist nur der Gesamtbevölkerungsrückgang auf 7,365 Mio. Einwohner. So bezeichneten sich nur noch 588.000 Staatsbürger als Türken (8,8 %), kaum 606.000 gaben Türkisch als Muttersprache an, 10,2 % der Befragten machten zur Muttersprache überhaupt keine Angaben. Etwa 10 % bezeichneten sich als gläubige Muslime, 21,8 % jedoch gaben auf die Frage nach der Religion keine Antwort. Die Muslime sind 2011 nach Sunniten (94,6 % derer, die sich als Muslime bezeichnen) und Schiiten (4,75 % der sich als Muslime bezeichnenden) aufgeschlüsselt.

### Volkszählung von 2021
Nach der zweiten Volkszählung die nach EU-Vorgaben durchgeführt wurde, wurde im September 2021 eine Gesamtbevölkerung von 6.520.314 Einwohnern gezählt. Nach ihr bezeichneten sich nur noch 508.378 Staatsbürger als Türken (8,4 %), kaum 514.386 gaben (8,7 %) Türkisch als Muttersprache an. Etwa 10,8 % (638.708 Personen) bezeichneten sich als gläubige Muslime, 13,2 % jedoch gaben auf die Frage nach der Religion keine Antwort. 447.893 der sich als Türken bezeichneten Personen gaben den Islam und 4.435 das bulgarisch-orthodoxes Christentum als Region an.

### Verbreitung
- Siehe Hauptartikel: Pomaken und Balkan-Türken

Verteilung der Muslime nach Oblaste

Heute leben vor allem im Nordosten Bulgariens Türken und Roma sowie im Südwesten (westliche Rhodopen und Pirin-Gebirge, südlich des Flusses Maritza) Pomaken, es gibt zwei zusammenhängende Siedlungsgebiete.
- im Süden Kardschali in den östlichen Rhodopen einschließlich des Nachbarbezirks Chaskowo, diese Gebiete grenzen an das türkische Ostthrakien (und gehörten früher direkt zum Bezirk Edirne) sowie an das griechische Westthrakien[14] (wo bis heute ethnische Türken und Pomaken als „griechische Muslime“ leben)
- im „pomakischen“ Südwesten[15] der Oblast (Bezirk) Smoljan, aber auch die Oblaste Blagoewgrad (Raslog) und Pasardschik (einzelne pomakische Siedlungen gibt es aber auch in den „türkischen“ Bezirken Kardschali und Chaskowo)
- im „türkischen“ Nordosten und Osten etwa nördlich bzw. nordöstlich der Linie Burgas-Plewen/Lowetsch (das ehemalige türkisch-tatarische Eyâlet Silistra)[16] vor allem die Oblaste Rasgrad, Targowischte, Silistra und Schumen, aber auch Dobritsch und Russe
- als regionale Ausnahmen wie „Inseln“ die türkischen Gemeinden bei Sliwen südlich des Balkangebirges und die Pomaken rund um Lowetsch nördlich des Balkans bzw. der Maritza
- mehrere Orte an bzw. nahe der nördliche Schwarzmeerküste, wo die Osmanen planmäßig Türken, Tataren, Kaukasier und Turkmenen ansiedelten

Im Gegenzug dazu gibt es seit dem 19. Jahrhundert zahlreiche Pomaken- bzw. Muhadschir-Gemeinden in der heutigen türkischen Marmararegion bzw. Ägäisregion und Schwarzmeerregion, vor allem in bzw. nahe den Küstenstädten, aber auch im Innern Phrygiens (Eskişehir), Lykaoniens (Ereğli), Mysiens (Balıkesir), Bithyniens und Kilikiens. Sie sind jedoch in der Türkei nicht als ethnische Minderheit anerkannt und weitgehend türkisiert. Heute betonen etwa 120.000 türkische Staatsbürger ihre bulgarische Herkunft, nur 20.000 von ihnen aber geben Pomakisch-Bulgarisch noch als ihre Muttersprache an.

## Konfessionen

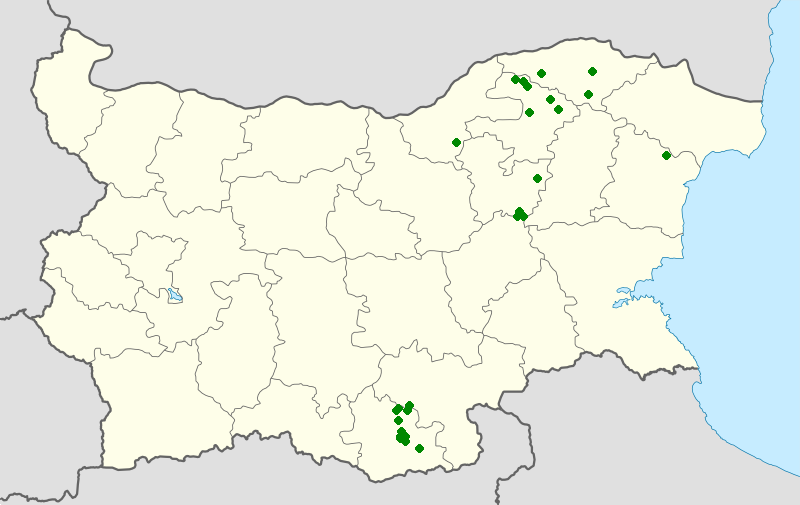
Siedlungsgebiete der Aleviten in Bulgarien

Die meisten bulgarischen Muslime, insgesamt 546.004 Personen oder 94,6 % gemäß Volkszählung 2011, sind sunnitische Muslime. Schiitische Gemeinden wie die Alianen und Aleviten, Kizilbaschi und Bektaschiten sind ebenfalls präsent. 24.407 (4,75 %) von ihnen leben vor allem in den Provinzen von Rasgrad, Sliwen und Silistra. Eine der bekanntesten Tekken der Bektaschiten ist die Demir-Baba-Tekke. Insgesamt gaben 2011 14.698 Personen türkischer Herkunft an, keine Religion auszuüben.

## Bulgarien und der Islam: Geschichte

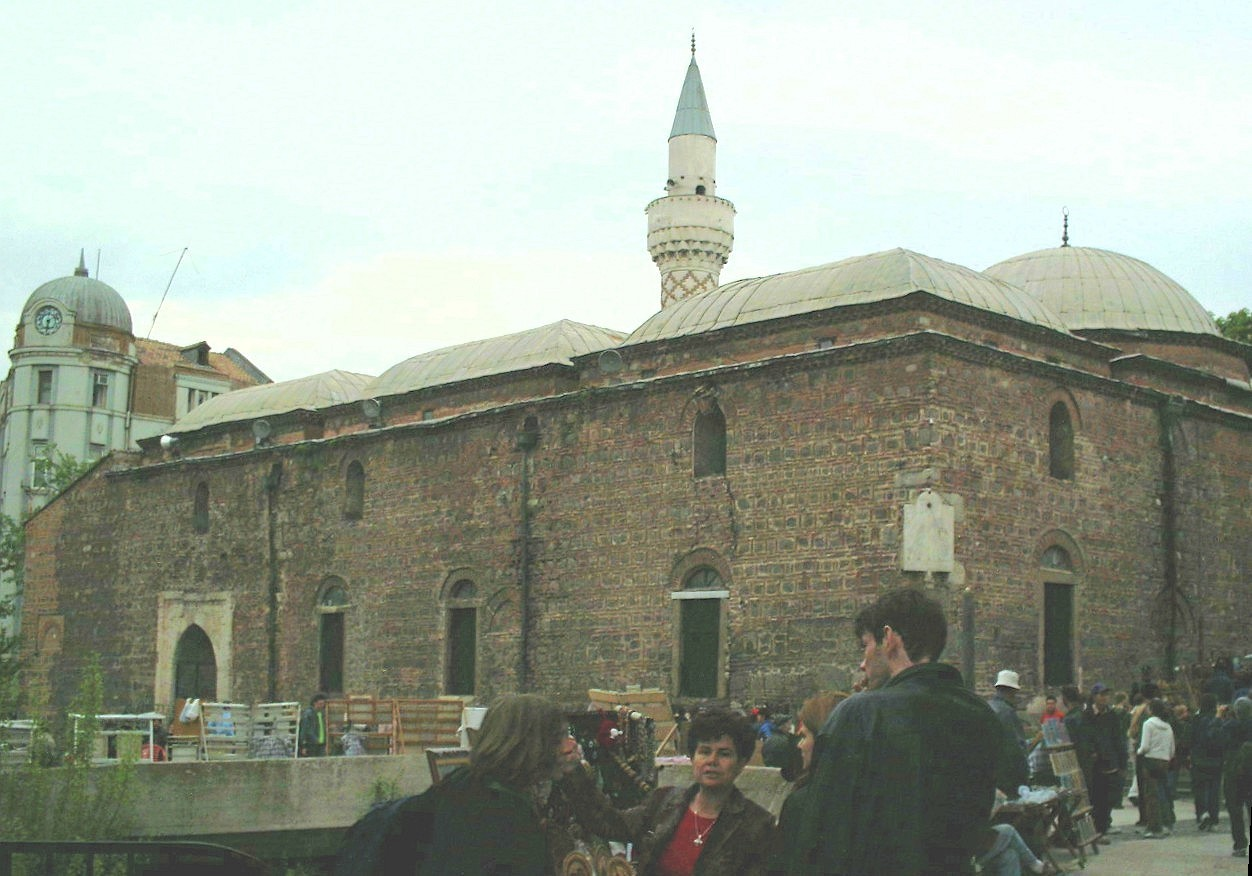
Die Dschumaja-Moschee in Plowdiw

### Vorosmanische Zeit
Bereits über 100 Jahre vor der osmanischen Eroberung waren 1262 von den Byzantinern Anhänger des gestürzten Seldschuken-Sultans Kai Kaus II. in der Küstenzone des westlichen Schwarzen Meeres zwischen Mesembria und Anchialus angesiedelt, die von den Byzantinern kurzzeitig zurückerobert worden war. Die meisten dieser Muslime waren bis 1307 zu den Nogaiern bzw. Tataren auf der Krim geflohen oder nach Anatolien zurückgekehrt. Bulgarien fiel ab 1285 unter die Oberhoheit des muslimischen Mongolenherrschers Nogai Khan, Nogais mit einer bulgarischen Prinzessin verheirateter Sohn Tschaka Nogai wurde 1299 sogar kurzzeitig bulgarischer Zar. Daraufhin begannen sich Tataren und Nogaier in der Dobrudscha niederzulassen.

### Osmanische Zeit
Die Anfänge einer dauerhaften muslimischen Präsenz in den Gebieten des heutigen Bulgarien im 14. Jahrhundert fallen mit der Eroberung des Landes durch das Reich der osmanischen Türken zusammen, wodurch die Vorherrschaft des Christentums gebrochen wurde. Nach den Schlachten an der Mariza (1371), auf dem Amselfeld (1389) und bei Nikopolis (1396) wurde ganz Bulgarien dem Osmanischen Reich angegliedert, Sofia war 1382 osmanisch geworden. Die Hauptstadt Tarnowo war im Juli 1393 erobert worden, ein letzter Kreuzzug gegen die Eroberer scheiterte 1444 in der Schlacht bei Warna. 
Unter der bis 1878/1885 beziehungsweise 1908/12 andauernden osmanisch-türkischen Herrschaft siedelten sich zahlreiche Türken und Turkstämmige in Bulgarien an, beziehungsweise wurden hierher umgesiedelt; ebenso konvertierten vor allem im 16. und 17. Jahrhundert slawische Bulgaren zum Islam.
Unter den bulgarischen bzw. slawischen Muslimen bildeten die Pomaken fortan eine eigene Gruppe, zwei ihrer Vertreter (Filibeli und Kalafat) machten im 17. und 18. Jahrhundert als osmanische Großwesire sogar höchste Karrieren im Osmanischen Reich, ebenso der aus der nordbulgarischen Stadt Rustschuk (Russe) stammende Türke Çelebizade Scherif Hasan Pascha oder der aus dem südbulgarischen Kardschali stammende Jungtürke Talât Pascha. Die Pomaken sind aber nicht zu verwechseln mit der türkischen Minderheit Bulgariens. Trotz der Übernahme türkischer Kulturelemente sprechen die meisten dieser slawischen Muslime weiterhin einen als Pomakisch bekannten bulgarischen Dialekt.
Nach der Encyclopaedia of Islam hatte Ostbulgarien bereits zu Beginn des 16. Jahrhunderts eine türkisch-muslimische Mehrheit. Im 19. Jahrhundert gab es muslimische Mehrheiten in Plowdiw, Plewen, Widin, Warna und weiteren wichtigen administrativen Städten, etwa ein Drittel der Bevölkerung Bulgariens war damals muslimisch. Auch Brockhaus’ Conversations-Lexikon gab für 1885 über 42 % Muslime im Fürstentum Bulgarien und über 20 % für Ostrumelien an, zusammen fast 33 % für beide Hälften Bulgariens.
Die meisten Muslime in Bulgarien sind hanafitische Sunniten. Anfang des 16. Jahrhunderts jedoch ließ der türkische Sultan Selim I. nach seinem Sieg über die schiitischen Perser ebenso alevitische und schiitische Türken nach Bulgarien zwangsumsiedeln, so dass es heute auch rund 80.000 Schiiten und einige Bektaschi, vorrangig in der Region Rasgrad oder bei Sliwen gibt.

### Staatliche Unabhängigkeit Bulgariens und Auswanderung der Muslime
Der sogenannte bulgarische Aprilaufstand gegen die osmanische Herrschaft 1876 und seine Folgen führten zum Russisch-Türkischen Befreiungskrieg. Schon während des Krieges flohen die ersten Türken aus dem Land. Nach der türkischen Niederlage wurde der bulgarische Staat wiedergegründet. Im Berliner Vertrag von 1878 wurde beschlossen, ein autonomes tributpflichtiges Fürstentum Bulgarien und eine osmanische Provinz Ostrumelien zu errichten. Während der Erarbeitung der Verfassung von Tarnowo hatte die türkische Minderheit neben den anderen zahlreichen Minderheiten eigene Vertreter in der ersten Nationalversammlung. Dieses verhinderte jedoch nicht die einsetzende Auswanderung Hunderttausender Muslime nach Anatolien. Die Auswanderungswelle hielt auch nach der Vereinigung des Fürstentums mit der Provinz Ostrumelien 1885 an. Noch 1885 hatte es 778.558 Muslime in vereinigten Bulgarien gegeben, die 32,72 % der Gesamtbevölkerung ausmachten. Von der Gründung des Fürstentum Bulgariens (1878) bis 1912 wanderten ca. 350.000 Türken aus.
Am 8. Dezember 1910 wurde zum ersten Mal im heutigen Bulgarien ein Obersten Muftirat und ein Obermufti (bulg. главен мюфтия/glawen mjuftija) gewählt.

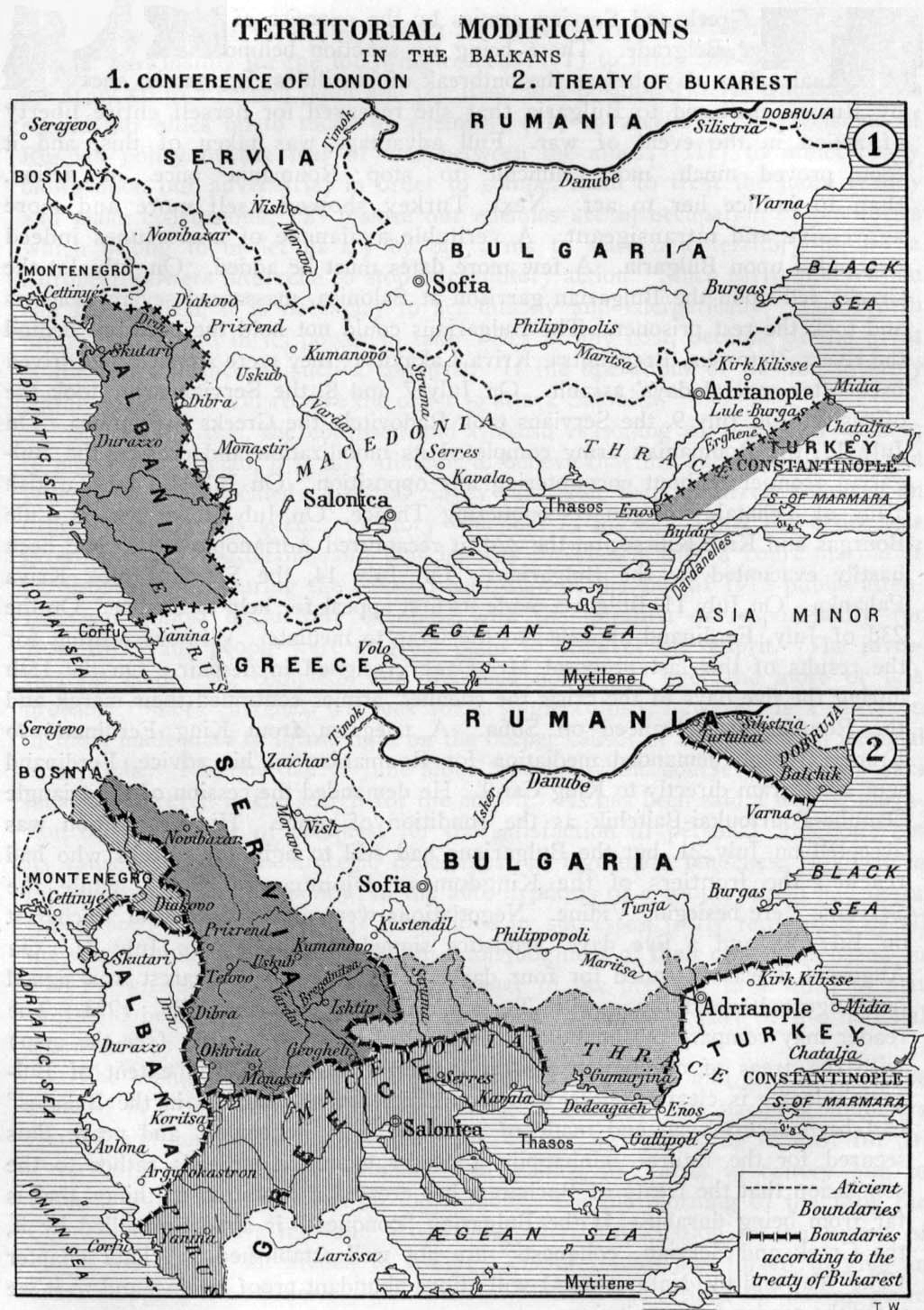
Grenzen Bulgariens nach der Konferenz von London (1913) und dem Frieden von Bukarest (1913)

Im Ersten Balkankrieg von 1912 hatte das Osmanische Reich mit Ausnahme des Umlandes um Konstantinopel seine letzten europäischen Gebiete verloren. Die Länder des Balkanbundes teilten sich die ehemaligen osmanischen Vilâyets in Europa. Dabei fielen an Bulgarien die im Krieg eroberten Gebiete in Thrakien, das Rhodopen- (die heutigen Bezirke Blagoewgrad, Smoljan und Kardschali) und das Strandscha-Gebirge sowie ein kleiner Teil Makedoniens. Vor allem in Regionen Thrakiens und in den Rhodopen lebte jedoch eine gemischte Bevölkerung.
Im Rahmen des Balkanbundes kam es jedoch zu Streitigkeiten zwischen Bulgarien einerseits und Serbien und Griechenland andererseits um die Verteilung der Gebiete in Makedonien, wodurch der Zweite Balkankrieg folgte. Dabei verlor Bulgarien Gebiete, in denen eine islamische Mehr- oder Minderheit lebte. Die Süddobrudscha kam an Rumänien, Ostthrakien an das Osmanische Reich und ein Teil Makedoniens an Griechenland und Serbien. Um diese Lage auszunutzen, verbündete sich die islamische Bevölkerung Thrakiens (Pomaken und Türken) mit der griechischen und jüdischen gegen die bulgarische zu der kurzlebigen Provisorische Regierung Westthrakien. Dabei wurden sie von Griechenland mit Waffen und durch die türkische Geheimorganisation Teşkilât-ı Mahsusa unterstützt, die das Ziel der Gründung eines einheitlichen, islamischen und gesamttürkischen Staats verfolgte und die bulgarische Bevölkerung Thrakiens vertrieb (s. Thrakische Bulgaren).
Nach dem Ende der Balkankriege von 1912 und 1913 verloren durch Flucht oder „Umsiedelung“ durch organisierte „Bevölkerungsaustausch“-Programme, die in den zwischenstaatlichen Friedensverträgen (in Bezug auf Bulgarien siehe den Vertrag von Konstantinopel) zustande kamen, mehrere Hunderttausend Menschen, darunter auch Muslime, auf der Balkanhalbinsel ihre Heimat. So kamen in allen Balkanstaaten zwischen 1914 und 1925 etwa 27 % der Muslime ums Leben, über 60 % emigrierten in die Türkei oder wurden dorthin ausgewiesen. Die Entschädigung für den Verlust des Grundbesitzes der jeweilige Flüchtlinge aus den Balkankriegen von 1912/1913 zwischen Bulgarien und der Türkei wurde im Vertrag von Angora 1925 geregelt.
Nach der Niederlage Bulgariens im Zweiten Balkankrieg und der Neuausrichtung der bulgarischen Politik (der Gegner war nicht mehr das Osmanische Reich, bzw. die Türken, Pomaken und Moslems, sondern die Hegemoniebestrebungen Serbiens und Griechenlands) änderte sich auch die Situation der in Bulgarien lebende Moslems. Die Bulgarisierung- und Christianisierungversuche, die während der Balkankriege in den Rhodopen stattfanden, wurden rückgängig gemacht. Im Ersten Weltkrieg kämpfte Bulgarien mit dem Osmanischen Reich an der Seite der Mittelmächte gemeinsam gegen Griechenland. Auch muslimische Truppenverbände wurden in der bulgarischen Armee zugelassen.
Nach dem Ende des Ersten Weltkrieges waren Bulgarien und das Osmanische Reich auf der Verliererseite. Bulgarien musste weitere Gebiete (das südwestbulgarische Gebiet Strumica mitsamt seinen Pomaken und Türken an das Königreich der Serben, Kroaten und Slowenen sowie Westthrakien an Griechenland) abtreten. Bulgarien war nicht nur militärisch, sondern auch wirtschaftlich ruiniert. Die enorme Massen an bulgarischen Flüchtlingen aus in den Kriegen verlorenen Gebieten, die zu versorgen waren und die bevorstehende Weltwirtschaftskrise, die in Bulgarien zunächst als Agrarkrise anfing, führte zu einer Preissenkung landwirtschaftlicher Produkte (mehr hierzu siehe Bulgarien unter der Regierung von Andrej Ljaptschew). Der moslemische Bevölkerungsteil Bulgariens, der überwiegend auf dem Land lebte, spürte als eine der Ersten diese Veränderungen. Neben den vielen Bulgaren, die nach Nord und Südamerika flüchteten, verließen zwischen 1925 und 1930 um die 50.000 Muslime das Land in Richtung Türkei.
Im Vertrag von Craiova von 1940 bekam Bulgarien die Süddobrudscha, mit etwa ein Drittel muslimischer Bevölkerung, von Rumänien zurück und gliederte sie in den nordostbulgarische Bezirke Silistra und Dobritsch ein.

### Muslime in der Volksrepublik
Mit dem Ende des Zweiten Weltkrieges wurde auch in Bulgarien ein kommunistisches Regime konstruiert. Nach der kommunistischen Machtergreifung 1944/1946 wanderten bis 1958 ca. 160.000 bulgarische Türken aus. Im Rahmen eines „Umsiedlungsabkommens“ zwischen der Volksrepublik Bulgarien und der Türkei verließen 1969–1978 nochmals 115.000 Türken das Land.
Anfang der 1980er rüstete sich der kommunistische Staat auf und begann eine weitere „Bulgarisierungs-Welle“, welche zu Bildung von Untergrundorganisationen und Protesten mit Toten unter der moslemischen Bevölkerung führte. Der Staat konnte den Widerstand unter der Bevölkerung, dem sich vermehrt auch christliche Bulgaren anschlossen bis Ende der 1980er Jahre nicht brechen. So entschied die kommunistischen Führung des Landes im Frühling des Jahres 1989 die entstandene Ablehnung unter der moslemischen Bevölkerung gegenüber dem Staat zu der sogenannten „Großen Exkursion“ (bulg. Голямата екскурзия) zu kanalisieren.
Nach dieser bzw. trotz dieser Flüchtlingswelle von bis 327.000 der sich der „Bulgarisierung“ widersetzenden Muslime in den 1980ern befanden sich 1991 offiziell noch immer 900.000 Angehörige der türkischen Minderheit im Land, von denen sich damals aber kaum 800.000 tatsächlich auch als Muslime bekannten. Mit dem Ende des Kommunismus aber kam auch das Ende des staatlich verordneten Atheismus, das Bekenntnis zur Religion, darunter auch zum Islam nahm sowohl unter Türken als auch unter Pomaken wieder zu. Knapp 150.000 in den 1980er Jahren geflohene Türken kehrten nach Bulgarien zurück, während gleichzeitig viele Bulgaren und Türken auf der Suche nach Arbeit im Ausland Bulgarien verließen. So sank die Bevölkerung in den 20 Jahren zwischen 1985 und 2005 von 9 Millionen auf unter 8 Millionen, während gleichzeitig der Anteil der Muslime im Land wieder leicht stieg.

### Demokratisierung Bulgariens in den 1990ern

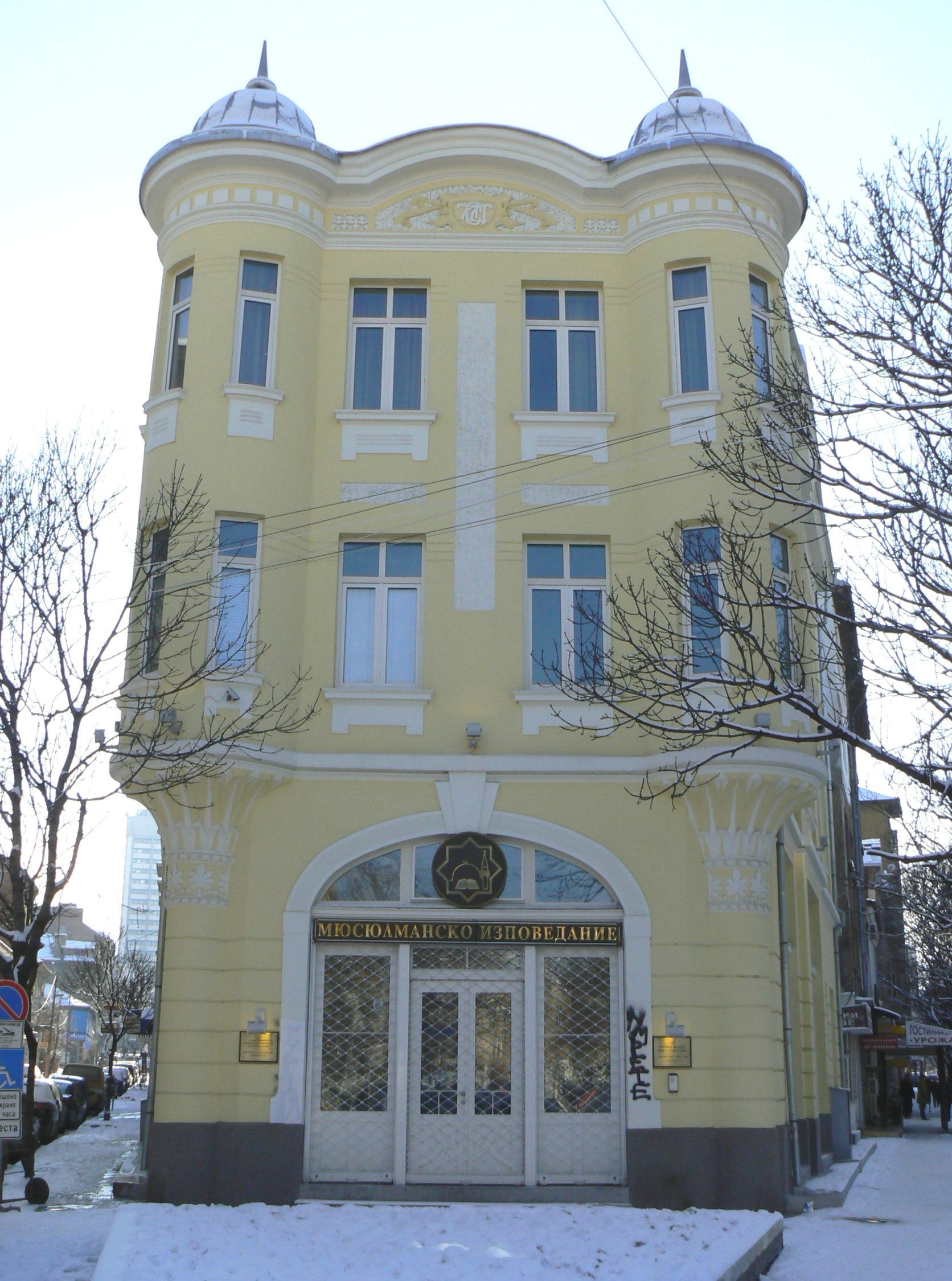
Sitz des Großmüftis (türk. başmüftü) in der Straße Bratja Miladinovi in Sofia

Seit 1990 sind politisch vor allem die Bulgarien-Türken in drei Parteien organisiert; die Bewegung für Rechte und Freiheiten, DPS (bulg. Движение за права и свободи, ДПС) und die Türkische Demokratische Partei, TDP (bulg. Турска демократическа партия). Da aber die Bulgarische Verfassung (Artikel 11, Abs. 4) eine Gründung von Parteien auf ethnischer, rassistischer oder religiöser Grundlage verbietet, existiert die TDP in einer juristischen Grauzone. Sie wurde bisher aber aus politischen Gründen von den großen Parteien toleriert, weil sie eine Abspaltung der DPS darstellt. Im Falle der DPS musste sogar das Verfassungsgericht die Verfassungsmäßigkeit der Partei überprüfen. Der Antrag, der 1991 von 93 BSP-Abgeordneten beantragt wurde, verfehlte jedoch die notwendige Mehrheit von 7 von 12 Richtern für die Bearbeitung. Seitdem versucht sich die DPS immer wieder als eine Liberale Partei zu profilieren, um nicht gegen die Verfassung zu verstoßen. Sie muss sich aber immer wieder mit Vorwürfe, eine gesetzwidrige Partei zu sein, auseinandersetzen. 1997 spaltete sich noch eine Formation um Güner Tahir von der DPS ab, die dann in der 1998 gegründete Partei Nationale Bewegung für Rechte und Freiheiten, NPS (bulg. Национално движение за права и свободи, НПС) aufging.
Die DPS zog jedoch schon 1991 ins Parlament ein und ist seitdem an fast allen Koalitionsregierungen der postkommunistischen Ära beteiligt gewesen. Hatte sie bei den ersten freien Parlamentswahlen 1990 noch 6,01 % der abgegebenen Stimmen erhalten, so erhielt sie 1991 schon 7,55 % und 2005 sogar 12,68 %, in Kardschali liegen ihre Ergebnisse über 65 %. Ihre Ziele sind freie Religionsausübung, türkischer Schulunterricht und die Herausgabe türkischer Zeitungen. Die DPS bestreitet Vorwürfe bulgarischer Nationalisten, eine regionale Autonomie anzustreben.

### Muslime in Bulgarien: Gegenwart

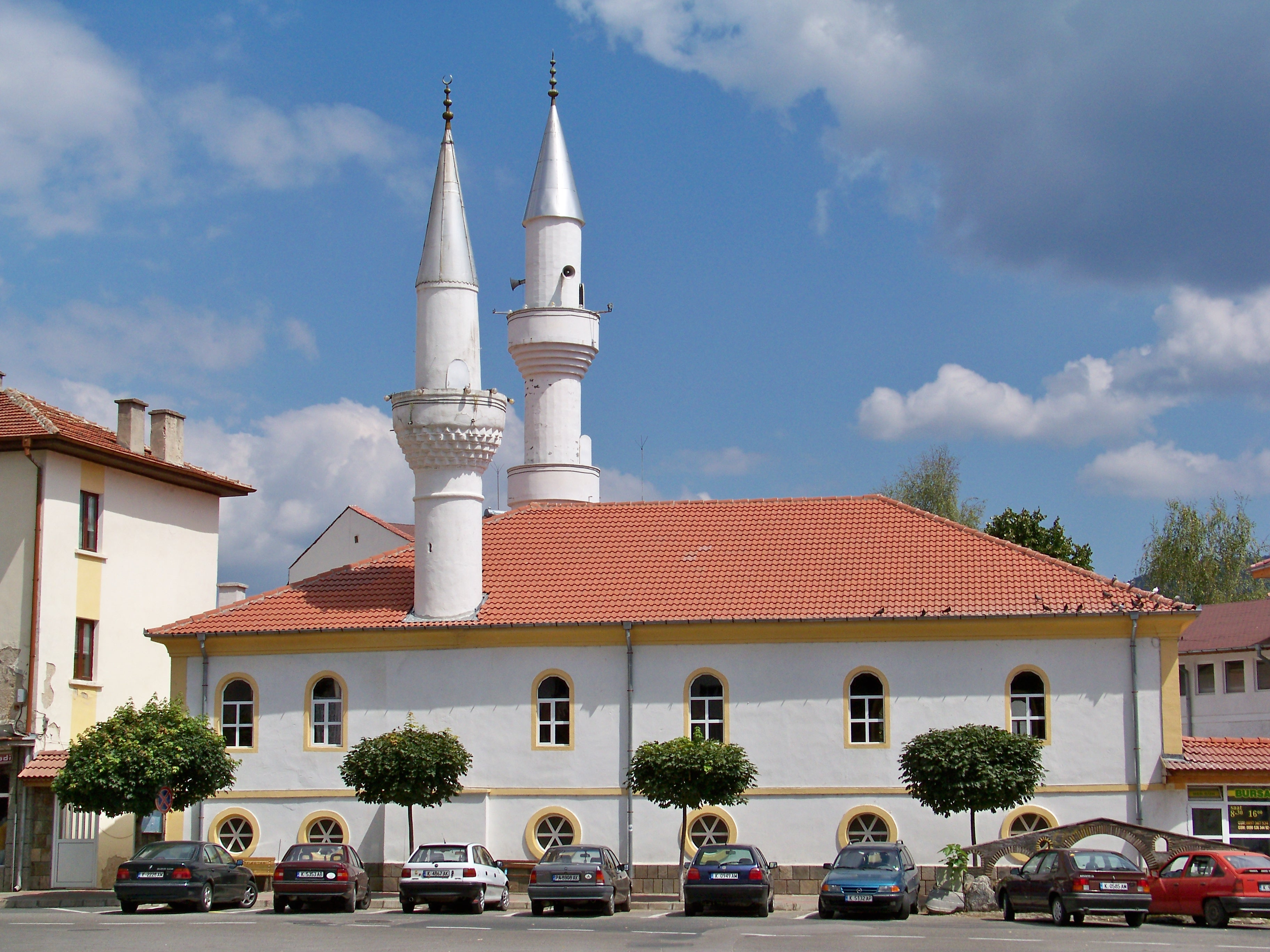
Die neue Moschee in Ardino, Südbulgarien

Die DPS unterstützte bestimmte Bestrebungen zur Wiedererrichtung der konstitutionellen Monarchie in Bulgarien und zusammen mit Obermufti Selim Mehmed bis 2005 die Regierung des Ex-Zaren Simeon Sakskoburggotski. Als kontrovers gilt die seit 2005 gemeinsam mit der kommunistische Nachfolgepartei BSP geführte Regierungskoalition.
2002 trat das Gesetz für die Religionsgemeinschaften (bulg. закон за вероизповеданията) in Kraft, welches nun den institutionellen Aufbau der moslemischen Religionsgemeinschaft in Bulgarien regelt.
2009 wurde die Partei Fortschritt und Wohlstand (bulg. Прогрес и благодентствие/Progres i blagodenstwie) mit Adrian Palow als Vorsitzender gegründet. Sie gilt als Vertreterin der bulgarischen Muslime und Pomaken und will das Monopol der DPS durchbrechen.
Im September 2009 versuchten die Brüder Ali und Yuzeir Yuzeirovi eine rein muslimische Partei zu gründen, die den Namen Muslimische Demokratische Union (bulg. Мюсюлмански демократичен съюз) tragen sollte. Sie konnte ein Antrag zur Registrierung jedoch nicht abgeben, da sie nicht genügend Unterschriften sammeln konnten. Den Versuch eine rein religiöse Partei in Bulgarien zu gründen, was gegen die Verfassung verstoßen hätte, wurde auch von den führenden Parteien (darunter auch die DPS) verurteilt. Im August 2010 wurde Yuzeir Yuzeirov in Belgien festgenommen, da er zwei Haftstrafen abzusetzen hatte.
Am 11. Januar 2012 verabschiedete das bulgarische Parlament einstimmig eine Erklärung gegen die Assimilationspolitik des einstigen totalitären Regimes gegenüber der muslimischen Minderheit. Die Erklärung wurde vom Vorsitzenden der konservativen Blauen Koalition Iwan Kostow eingereicht.

## Islamische Kunst in Bulgarien

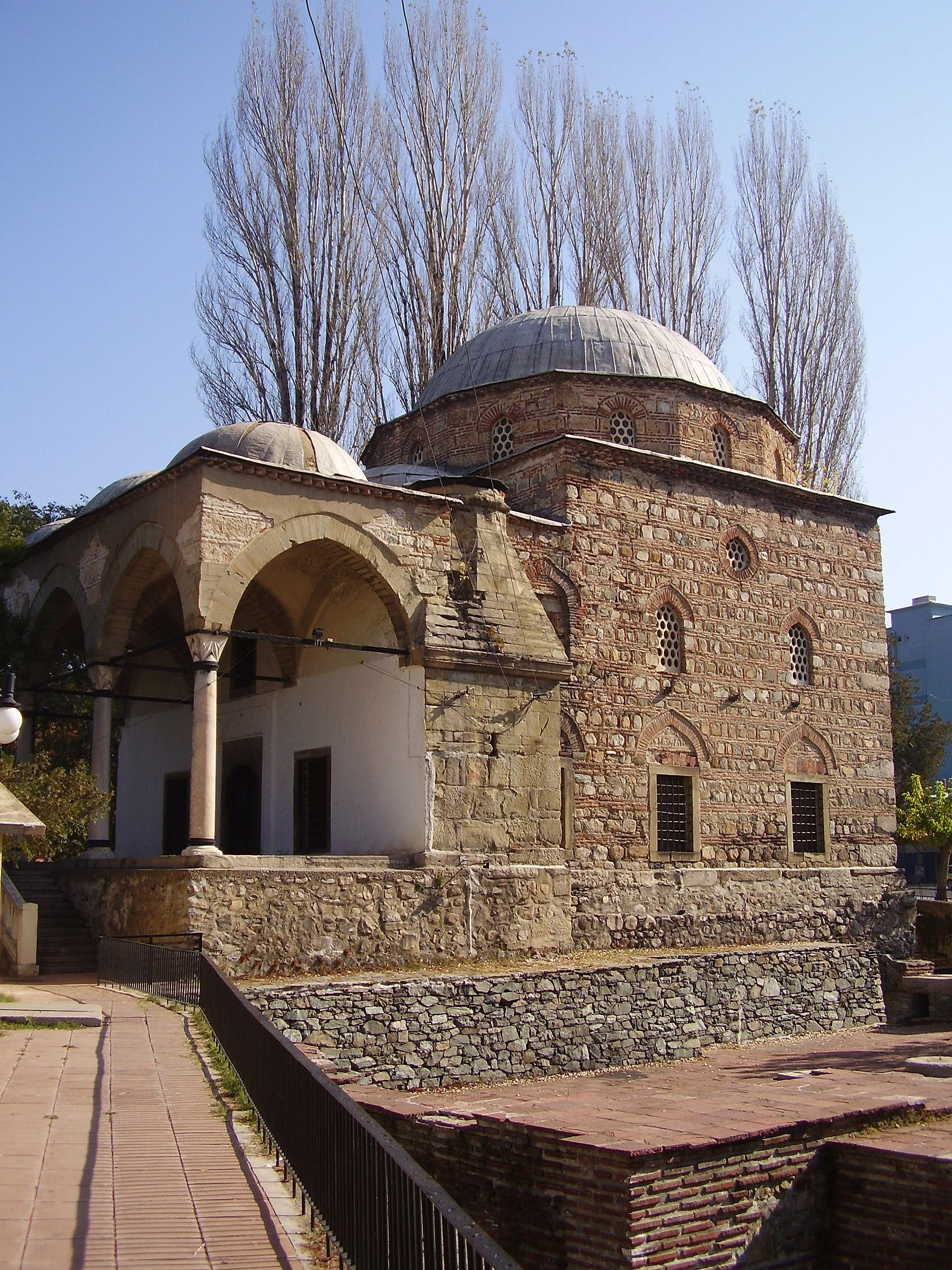
Eingangsbereich der Ahmed Bey Moschee in Kjustendil

Während der Herrschaft des Osmanischen Reiches entstanden auch die meisten Bauwerke islamischer Kunst auf dem Gebiet des heutigen Bulgariens. Laut Bericht des Obersten Mufti existierten während dieser Zeit in Bulgarien 2356 Moscheen, 174 Tekkes, 142 Madrasa und 400 Waqfs. In der Zeit nach dem Russisch-Osmanischen Krieg (1877–1878) wurde die Mehrzahl von ihnen zerstört, in Kirchen umgewandelt oder zu weltlichen Zwecken umfunktioniert.
Heute existieren in Bulgarien 1458 Moscheen. Zu den bekanntesten zählen die Eski-Moschee in Chaskowo, die 1395 erbaut wurde und die eine der ältesten Moscheen Bulgariens ist, die 1575/76 in Sofia erbaute Banja-Baschi-Moschee und die 1744/45 in der nordostbulgarischen Stadt Schumen entstandene Tombul-Moschee – die größte Moschee Bulgariens und die zweitgrößte Moschee der gesamten Balkanhalbinsel. Die Ibrahim-Pascha-Moschee, die drittgrößte Moschee auf dem Balkan, befindet sich in Rasgrad und wurde 1616 erbaut. In Kjustendil, dem ehemaligen administrativen Zentrum des Kjustendil Sandschaks, sind wiederum die Ahmed-Bey-Moschee und die Fatih-Mehmed-Moschee erhalten, beide stammen sie aus dem 15. Jahrhundert.
Eine weitere Besonderheit stellen profane Bauten wie Karawanserein, Brücken und Besistene dar. In Burgas am Schwarzen Meer sind die noch in Funktion befindlichen Bäder (Hammām) des osmanischen Sultans Süleyman I. des Prächtigen aus dem 16. Jahrhundert zu besichtigen.